# De avonturen van een soldaat
De avonturen van een soldaat is een sprookje uit Friesland.

## Het verhaal
Jan Soldaat heeft recht op twaalf stuivers, maar zijn meerdere laat hem wachten. Hij besluit naar de koning te gaan en komt onderweg een heer tegen. Ze reizen samen verder en komen in een herberg. De heer wil wel betalen voor de soldaat en ze zien een verdrietig meisje. Jan wil weten waarom ze verdrietig is en ze vertelt dat er twaalf rovers wonen, die haar lastigvallen wanneer ze dronken zijn. Ze is als jong meisje ontvoerd en de heer wordt bang en wil vertrekken. Jan Soldaat wil met de boeven afrekenen en de heer verstopt zich. Rond middernacht komen de rovers thuis en het meisje moet hen dronken voeren en het licht uit doen als de roverhoofdman haar wil grijpen. Ze doet de deur dicht en de rovers vechten met elkaar. Het merendeel is dood en de rest is zwaargewond, het meisje krijgt geld om terug te gaan naar haar ouders.
De volgende dag komen ze bij een herberg die plek heeft voor één extra gast, verderop is een spookhuis. Niemand overleeft een overnachting in het huis, maar er zal een einde aan het gespook komen als iemand drie nachten in het huis blijft. De soldaat wil licht, brandstof, een kom met beslag, een koekenpan, drie flessen wijn, wat tabak en een lange pijp mee. De kastelein geeft de goederen en een vlag, die 's ochtends uitgestoken moet worden. Jan gaat pannenkoeken bakken en steekt het licht op, maar de pannenkoeken vliegen door de schoorsteen naar buiten. Hij rookt zijn pijp en als het middernacht wordt Jan afgeranseld en raakt bewusteloos. De volgende dag steekt hij de vlag uit en de kastelein komt naar hem toe. De tweede avond wordt Jan nog erger afgeranseld en de volgende ochtend komt hij een oud vrouwtje tegen. Ze maant hem om middernacht alleen de goede geesten binnen te laten.
Jan doet wat de oude vrouw heeft aangeraden en krijgt geen slaag. Hij wordt door een onzichtbare hand naar een kamer geleid met drie lijken in doodsgewaad. Er staat een kist met geld en de geest laat Jan de doden begraven. Een derde van het geld moet aan de armen worden gegeven en een derde aan de kerk. De rest is voor Jan en de geesten zullen het huis met rust laten. Jan wil wel met de dochter van de kastelein trouwen, die op deze manier ook iets van de schat krijgt. Jan gaat naar de hoofdstad voor zijn twaalf stuivers en de deserteur wordt veroordeeld tot de strop. Op de dag van het vonnis schenkt de koning hem gratie, want dit is de heer die door Jan aan de dood is ontsnapt in het rovershuis. Jan krijgt veel geld en mag een hoog ambt bekleden, maar dit slaat Jan af en hij gaat terug en wordt kastelein.

## Achtergronden
- De soldaat komt in veel sprookjes voor, hij neemt het eigen lot in handen en dit loopt uiteindelijk goed af. Zie ook Met z'n zessen de hele wereld rond (KHM71), Vrolijke Frans (KHM81), De roetzwarte broer van de duivel (KHM100), Berenpels (KHM101), Het blauwe licht (KHM116), De stukgedanste schoentjes (KHM133), De laars van buffelleer (KHM199) en De veelgelovende koningsdochter.
- Een moordenaarshuis komt voor in Het raadsel (KHM22), De duivel met de drie gouden haren (KHM29), De roversbruidegom (KHM40), Vleerken vogel (KHM47), De wolf en de vos (KHM73), De drie handwerksgezellen (KHM120), De duivel en zijn grootmoeder (KHM125), Vogel Grijp (KHM165) en De laars van buffelleer (KHM199). Zie ook de sprookjes Het moordslot (zeer veel overeenkomsten met Blauwbaard).
- Vergelijk De roversbruidegom, Sprookje van iemand die erop uittrok om te leren griezelen, Jan de ijzersterke en De Grafheuvel.
- De behulpzame oude vrouw komt in vele sprookjes voor, bijvoorbeeld in De twaalf broeders (KHM9), De duivel met de drie gouden haren (KHM29), De roverbruidegom (KHM40), De drie vogeltjes (KHM96), De zoete pap (KHM103), De groente-ezel (KHM122), De duivel en zijn grootmoeder (KHM125), De stukgedanste schoentjes (KHM133), De ganzenhoedster aan de bron (KHM179), De waternimf in de vijver (KHM181), De ware bruid (KHM186), Klosje, schietspoel en naald (KHM188) en De laars van buffelleer (KHM199).
- Middernacht is het tijdstip waarop vaak griezelige of magische dingen plaatsvinden. Het speelt in de volgende verhalen een rol; in Sprookje van iemand die erop uittrok om te leren griezelen (KHM4) maakt de jongen een vuur, Zusje kan haar kind alleen zien rond middernacht in een versie van Broertje en zusje (KHM11), de reus slaat het bed doormidden in Het dappere snijdertje (KHM20), in Assepoester (KHM21) wordt de betovering verbroken, in De gouden vogel (KHM57) worden appels gestolen, de jongen vindt de reuzen in De volleerde jager (KHM111), de duivels dobbelen in De koningszoon die nergens bang voor was (KHM121), de draak komt thuis in De duivel en zijn grootmoeder (KHM125), de betovering wordt verbroken in Het boshuis (KHM169), het uiterlijk van het meisje verandert in De ganzenhoedster aan de bron (KHM179), in Het verhaal van Schele Guurte arriveren Berend met de honden en Derk met de beer op kerstavond met de Wilde Jacht.
- In het Groningse Het bang worden leren is Jan nog nooit bang geweest als hij in een kasteel overnacht waar het spookt. Hij gaat pannenkoeken bakken en er verschijnt een geraamte, dat drie potten geld heeft verstopt in de kelder. De overledene is tijdens zijn leven erg gierig geweest en moet nu spoken totdat er iemand zonder vrees in zijn huis blijft slapen. Hij wordt verlost door het verblijf van Jan. Eén pot met geld is voor de familie, een andere is voor de armen en Jan bakt pannenkoeken voor ze. Jan gaat rijk naar huis, maar is nog steeds niet bang geweest[1]